# Yo también tengo fiaca!
Yo también tengo fiaca! es una película de Argentina filmada en Eastmancolor dirigida por Enrique Cahen Salaberry según el guion de Ricardo Talesnik que se estrenó el 24 de agosto de 1978 y que tuvo como actores principales a Susana Giménez, Juan Carlos Calabró, Osvaldo Pacheco y Santiago Bal. Filmación parcial en Mar del Plata.

## Sinopsis
La trama gira en torno a Marta y Jorge, quienes junto con sus hijos forman una típica familia de clase media en los años 70. Jorge, empleado bancario, representa el estereotipo del chanta porteño.....ama a su familia pero también tiene algunas actitudes machistas...se desentiende de colaborar en la casa y ha cometido alguna infidelidad pasada.
Marta, empleada en una farmacia, además de trabajar afuera también se ocupa de casi todas las tareas de la rutina diaria, incluyendo los quehaceres domésticos y la crianza de los hijos.
Un buen día, cansada física y mentalmente, decide irse unos días de descanso a Mar del Plata en pleno verano.
Como es de esperarse, las tentaciones no tardan en aparecer, ya que a Marta intentarán seducirla diferentes galanes.
Paralelamente, su marido que ha quedado en Buenos Aires solo, ya que los hijos han ido a pasar el verano a la quinta de unos familiares, también se ve ante la tentación de vivir unos días de soltero.
Ambos, cada uno con sus valores, deben decidir si ceden o no a sus propias tentaciones.......pero una noticia inesperada cambiará repentinamente los planes de cada uno de ellos.

## Reparto
Intervinieron en el filme los siguientes intérpretes:
- Susana Giménez ....…Marta Di Lorenzo
- Juan Carlos Calabró …Jorge Di Lorenzo
- Osvaldo Pacheco …....Don Genaro, encargado hotel
- Santiago Bal …...........Juan Carlos, barman en cabaret
- Nelly Beltrán...............encargada hotel
- Stella Maris Lanzani....pasajera rubia en hotel
- Henny Trailes..............Celestina, dueña cabaret
- Reina Reech...............Maria Elena
- Thelma Stefani............amante de Jorge
- Jorge Luz....................imitador de Tita Merello
- Delfy de Ortega...........Margarita
- Diego Verdaguer..........canta "Si el amor es como dicen" de Diego Verdaguer y Ruben Lotez
- Enzo Bai
- Daniel Pauloni …Extra
- Eloísa Cañizares.........Matilde, madre de Marta
- Mónica Vehil...............pasajera morocha en hotel
- Carlos Roig
- Graciela Cohen...........pasajera en micro a Mar del Plata
- Marta Roldán
- Edelma Rosso
- Ursula Diaz
- Miguel Zysman
- Lisardo Garcia Tuñon..cliente en caja del banco
- Claudio Corvalan ..galán conquistador de Susana

## Comentarios
La Nación opinó:

«Una aceptable cuota de humor y diversión, más allá de ciertos toques de comicidad demasiado gruesos y del final convencional .»

Rafael Granados en Clarín dijo:

«Armada para entretener.»

Manrupe y Portela escriben:

«El primer protagónico de Calabró, con algunos momentos graciosos que podrían haber sido más, pero que se quedan en lo fácil.»